# Kothi
Kothi là một thị xã và là một nagar panchayat của quận Satna thuộc bang Madhya Pradesh, Ấn Độ.

## Địa lý
Kothi có vị trí 23°21′B 82°03′Đ / 23,35°B 82,05°Đ Nó có độ cao trung bình là 563 mét (1847 feet).

## Nhân khẩu
Theo điều tra dân số năm 2001 của Ấn Độ, Kothi có dân số 7710 người. Phái nam chiếm 51% tổng số dân và phái nữ chiếm 49%. Kothi có tỷ lệ 62% biết đọc biết viết, cao hơn tỷ lệ trung bình toàn quốc là 59,5%: tỷ lệ cho phái nam là 72%, và tỷ lệ cho phái nữ là 52%. Tại Kothi, 17% dân số nhỏ hơn 6 tuổi.